# Кравцов, Кирилл Сергеевич
Кирилл Сергеевич Кравцов (род. 14 июня 2002, Санкт-Петербург) — российский футболист, полузащитник клуба «Сочи».

## Клубная карьера

### «Зенит»
Воспитанник Академии ФК «Зенит» Санкт-Петербург, тренер Максим Мосин. Чемпион России в составе Академии (2018). Играл в первенстве Санкт-Петербурга среди детско-юношеских команд.
20 июля 2019 года в гостевом матче против «Сочи» (1:0) дебютировал в молодёжном первенстве России. Провёл четыре матча в Юношеской лиге УЕФА 2019/20. 9 августа 2020 года в домашнем матче против «Смоленска» (1:1) дебютировал в первенстве ПФЛ за «Зенит-2». 6 октября 2020 года в матче ПФЛ против иркутского «Зенита» (4:0) он забил дебютный гол за «Зенит-2».
13 марта 2021 года в домашнем матче против «Ахмата» (4:0) он дебютировал в чемпионате России, выйдя на 82-й минуте вместо Магомеда Оздоева. 14 сентября 2021 года Кравцов дебютировал в Лиге чемпионов, выйдя на замену на 82-й минуте в матче против «Челси» (1:0).

#### Аренда в «Нижний Новгород»
10 февраля 2022 года на правах арендного соглашения перешёл в «Нижний Новгород». 1 марта 2022 года в матче 1/8 финала Кубка России против «Динамо» (3:0) он дебютировал за нижегородскую команду, выйдя на замену на второй тайм.
2 апреля 2022 года в матче чемпионата России против «Ростова» (1:2) он отметился первым результативным действием за «Нижний Новгород», отдав голевую передачу на Ричлорда Эннина. 23 апреля в матче чемпионата России против «Локомотива» (2:1) Кравцов забил дебютный гол за нижегородский клуб.
Летом 2022 года досрочно вернулся в расположение «Зенита».

### «Сочи»
22 июля 2022 года перешёл в «Сочи», подписав четырёхлетний контракт. 7 августа 2022 года в матче чемпионата России против «Пари НН» (2:1) он дебютировал за новую команду, выйдя на замену на 76-й минуте.
30 апреля 2023 года в матче чемпионата России против «Торпедо» (3:1) Кравцов забил дебютный гол за «Сочи». 26 июля 2023 года в матче группового этапа Кубка России сезона 2023/24 против «Факела» (1:3) он забил свой первый гол в Кубке России.
22 ноября 2024 года в матче Первой лиги против «Уфы» (5:2) Кравцов оформил дубль, который стал первым в его карьере.

## Карьера в сборной
За сборную России до 19 лет сыграл три матча на Мемориале Гранаткина 2019 года. Провёл два матча в отборочном турнире к впоследствии отменённому чемпионату Европы 2020 (до 19 лет).
30 августа 2023 года получил вызов в сборную России (до 23 лет). Дебютировал в составе сборной 7 сентября 2023 года, выйдя на замену на второй тайм в товарищеском матче против олимпийской сборной Египта.

## Достижения
«Зенит»
- Чемпион России (2): 2020/21, 2021/22
- Обладатель Суперкубка России (2): 2021, 2022

## Клубная статистика
| Выступление       | Выступление      | Выступление      | Лига | Лига | Кубки | Кубки | Еврокубки | Еврокубки | Другие | Другие | Итого | Итого |
| Клуб              | Лига             | Сезон            | Игры | Голы | Игры  | Голы  | Игры      | Голы      | Игры   | Голы   | Игры  | Голы  |
| ----------------- | ---------------- | ---------------- | ---- | ---- | ----- | ----- | --------- | --------- | ------ | ------ | ----- | ----- |
| → Зенит-2         | ПФЛ              | 2020/21          | 21   | 2    | —     | —     | —         | —         | —      | —      | 21    | 2     |
| → Зенит-2         | ПФЛ              | 2021/22          | 4    | 1    | —     | —     | —         | —         | —      | —      | 4     | 1     |
| → Зенит-2         | Итого            | Итого            | 25   | 3    | —     | —     | —         | —         | —      | —      | 25    | 3     |
| Зенит (СПб)       | Премьер-лига     | 2020/21          | 4    | 0    | —     | —     | —         | —         | —      | —      | 4     | 0     |
| Зенит (СПб)       | Премьер-лига     | 2021/22          | 9    | 0    | 0     | 0     | 2         | 0         | 1      | 0      | 12    | 0     |
| Зенит (СПб)       | Итого            | Итого            | 13   | 0    | 0     | 0     | 2         | 0         | 1      | 0      | 16    | 0     |
| → Нижний Новгород | Премьер-лига     | 2021/22          | 11   | 1    | 1     | 0     | —         | —         | —      | —      | 12    | 1     |
| → Нижний Новгород | Итого            | Итого            | 11   | 1    | 1     | 0     | —         | —         | —      | —      | 12    | 1     |
| Сочи              | Премьер-лига     | 2022/23          | 24   | 1    | 5     | 0     | —         | —         | —      | —      | 29    | 1     |
| Сочи              | Премьер-лига     | 2023/24          | 26   | 3    | 3     | 1     | —         | —         | —      | —      | 29    | 4     |
| Сочи              | Первая лига      | 2024/25          | 19   | 4    | 2     | 1     | —         | —         | —      | —      | 21    | 5     |
| Сочи              | Итого            | Итого            | 69   | 8    | 10    | 2     | —         | —         | —      | —      | 79    | 10    |
| Всего за карьеру  | Всего за карьеру | Всего за карьеру | 118  | 12   | 11    | 2     | 2         | 0         | 1      | 0      | 132   | 14    |

1. ↑  Лига чемпионов УЕФА.
2. ↑  Суперкубок России.